# Unidad Habitacional los Venados I y II
Unidad Habitacional los Venados I y II är en ort i Mexiko.   Den ligger i kommunen Jojutla och delstaten Morelos, i den sydöstra delen av landet, 90 km söder om huvudstaden Mexico City. Unidad Habitacional los Venados I y II ligger 923 meter över havet och antalet invånare är 451.
Terrängen runt Unidad Habitacional los Venados I y II är kuperad österut, men västerut är den platt. Runt Unidad Habitacional los Venados I y II är det tätbefolkat, med 319 invånare per kvadratkilometer. Närmaste större samhälle är Zacatepec, 6,7 km norr om Unidad Habitacional los Venados I y II. I omgivningarna runt Unidad Habitacional los Venados I y II växer huvudsakligen savannskog.